# The Yorkshire Post
The Yorkshire Post è un quotidiano regionale inglese di Leeds. Appare la mattina, è stampato in formato lenzuolo (broadsheet) ed è disponibile nelle contee limitrofe del North Yorkshire e del South Yorkshire, nonché nell'East Riding of Yorkshire, North Lincolnshire e North East Lincolnshire oltre a Leeds e West Yorkshire. Il giornale è considerato conservatore.
Il giornale è stato fondato nel 1754 come Leedes Intelligencer e disponibile settimanalmente. È stato chiamato The Yorkshire Post a partire dal 1866 ed è pubblicato quotidianamente. Nel novembre 1939, il Leeds Mercury, fondato nel 1718, fu incluso nello Yorkshire Post.
Yorkshire Post Newspapers Ltd, l'editore del The Yorkshire Post, è di proprietà di Johnston Press, uno dei maggiori editori di giornali del Regno Unito. Anche il quotidiano serale Yorkshire Evening Post è pubblicato dallo stesso editore.